# Џереми Стопелман
Џереми Стопелман (енгл. Jeremy Stoppelman, рођ. 10. новембра 1977) је амерички предузетник. Извршни је директор компаније Yelp, чији је био један од оснивача 2004. године. Стопелман је диплому инжењера рачунарства стекао на Универзитету Илиноја у Урбани-Шампејну (енгл. University of Illinois at Urbana-Champaign) 1999. године. Након кратког рада за компанију @Home Network, радио је у интернет компанији X.com и касније постао виши потпредседник инжењеринга када је компанија променила име у PayPal. Напустио је PayPal да би похађао школу Harvard Business School. Током летње стручне праксе у компанији MRL Ventures, заједно са колегама дошао је на идеју о оснивању компаније Yelp Inc. Одбио је понуду о аквизицији компаније Google и 2012. је представио компанију јавности.

## Детињство
Рођен је у Арлингтону, у Вирџинији, 1977. године. Његова мајка Лин је била наставница енглеског језика, а његов отац Џон заступник за хартије од вредности. Стопелман је јеврејске вероисповести и као дете ишао у реформаторску цркву и имао Бар Мицву. Похађао је средњу школу Ленгли. Одмалена је био заинтересован за компјутере и бизнис и почео инвестирати у акције већ са 14 година. Желео је да буде програмер видео игара, узимао часове програмирања захваљујући којима је научио систем софтверског програмирања Turbo Pascal и 1999. године је стекао диплому основних студија инжењерског рачунарства. После завршетка школе радио је у компанији @Home Network.

## Каријера
Након четворомесечног рада у компанији @Home Network прихватио је позицију инжењера у интернет компанији X.com која је касније добила назив PayPal. Ту је упознао бизнисмена Макса Левчина који је касније инвестирао у његову компанију Yelp Inc. Стопелман је постао виши потпредседник инжењеринга у PayPal-у и један је од првих запослених у тој компанији које често називају и „PayPal мафија“.
Напустио је PayPal након што га је  eBay присвојио 2003. и годину дана похађао Harvard Business School. На лето након студија, Левчин га је наговорио да оде на стручну праксу у компанији MRL Ventures.

### Yеlp
Лета 2004. године Џереми се разболео и није му било лако да нађе доброг лекара. Са Раселом Симонсом, бившим колегом из компаније PayPal који је такође радио у компанији MRL Ventures, је почео да размишља о томе како да створи виртуелну заједницу где ће корисници моћи да деле своје препоруке за локалне услуге. Њих двојица су изложили идеју Левчину који је обезбедио милион долара за почетно финансирање. Под Стопелмановим лидерством, вредност акција Yelp-а на тржишту достигла је вредност од  четири милијарде долара и имали су чак 138 милиона корисничких прегледа.
У јануару 2010. Џереми је добио позив од Стива Џобса који је желео да га убеди да одбије понуду о аквизицији од компаније Google. У марту 2012, када је компанија Yelp коначно почела са радом, испоставило да је баш то оно што је требало берзи дионица у Њујорку. Према Стопелмановим речима, највећи изазов за компанију био је „исти проблем са којим се Google суочава у рангирању“. Предузетници су тужили људе који су остављали негативне рецензије и подизали оптужбе да Yelp једва излази на крај са лошим рецензијама да би удовољио компанијама оглашивачима, што води ка неусаглашености са правним прописима. У фебруару 2013. године, Стопелман је прихватио плату од једног долара, али је и даље имао приход од свог једанаестопроцентног власништва над компанијом.
Стопелман практикује такав стил менаџмента да је укључен у свакодневне активности својих запослених. Једна од запослених у филијали Yelp у Сан Франциску (Eat24) Талија Џејн је преко интернет странице Medium упутила Стопелману отворено писмо. То писмо је 2016. године „запалило” интернет. У писму је описано како су она и њене колеге својим платама једва могли да обезбеде неопходне намирнице и да зими плаћају грејање. Непосредно након тога је отпуштена иако је Стопелман тврдио да то није било због писма. Два месеца касније Yelp је повећао плате и повластице запосленима.

## Лични живот
- Џереми Стопелман је страствени љубитељ документарних књига.[5][8]
- Од 2012. године написао је преко хиљаду рецензија за Yelp.[5][8]
- Од 2011. године процењено је да је његова обрачуната вредност порасла са 111 на 222 милиона долара.[24]
- Његов брат је раније у Yelp-у био виши потпредседник инжењеринга.[3]

### Политички активизам
Стопелман се залаже за смањење зонских ограничења да би се повећао број становника у области Беј. То би био начин да се ублажи проблем недостатка станова у Калифорнији. На пример, подржавао је покрет YIMBY (енг. yes in my background). Био је и истакнути присталица закона који би омогућио гушће становање у близини путева јавног превоза. Наговорио је све остале техничке руководиоце да му се придруже у подстицању локалне владе да изгради још објеката за становање близу универзитета. На јавним скуповима такође прича о овој теми и често донира новац у сличне сврхе.
Залаже се за ефикасније спровођење антимонополских прописа против Google-а  и других технолошких компанија. Оптужује Google да има вођство у дигиталним мапама, онлајн претраживачким моторима и рецензијама.